# Жан-Мари Гюстав Льо Клезио
Жан-Мари Гюстав Льо Клезио (на френски: Jean-Marie Gustave Le Clézio) е маврицийско-френски писател.

## Биография
Роден е на 13 април 1940 година в Ница в семейство от бретонски произход, установило се през XVIII век на остров Мавриций. През 1964 година завършва филология в Екс ан Прованс, а през 1983 година защитава докторат по История в Перпинянския университет, прекарва голяма част от живота си в Латинска Америка и други части на света. Започва да публикува от 1963 година, като бързо се налага във френския литературен живот.
През 1967 г. той отбива военната си служба в Тайланд, но скоро е експулсиран заради осъждането му на секс туризма. Възнамерява да стане будистки монах близо до Сонгкла. Изпратен е в Мексико, за да завърши службата си там. Участва в организирането на библиотеката на Френския институт за Латинска Америка (IFAL) и започва да изучава езиците мая и науатъл в Националния автономен университет на Мексико, проучвания, които го отвеждат в Юкатан. В продължение на четири години, от 1970 до 1974 г., той споделя живота на индианците ембера и уанана в Панама. Откриването на техния начин на живот, толкова различен от този, който е познавал дотогава, представлява за него преживяване, което той по-късно ще опише като „поразително“. През 1977 г. Льо Клезио публикува превод на Пророчествата на Чилам Балам, митологично произведение на маите. Превода си завършва в Юкатан. Специализирайки в Мичоакан (централно Мексико), през 1983 г. той завършва дисертацията си по история по тази тема в Института по мексикански изследвания в Перпинян. Преподава в университетите в Банкок, Мексико, Бостън, Остин и Албъкърки, но през 1978 г. не успява да спечели място на изследовател в Националния център за научни изследвания в Париж (CNRS).
През 1990 г. заедно с Жан Гросжан Льо Клезио основава в издателство „Галимар“ поредицата „L’Aube des peuple“, посветена на издаването на митични и епични, фолклорни или древни текстове. Интересът му към далечни култури се измества през 2000-те години към Корея, посвещавайки се на нейните история, митология и шамански ритуали, като същевременно заема гост професор в женския университет „Евха“.
През 2008 г. Льо Клезио получава Нобелова награда за литература.

## Награди
- 1963: награда „Ренодо“ за Le Procès-verbal
- 1972: награда „Валери Ларбо“ (ex æquo съавторство с Frida Weissman)
- 1980: grand prix за литература „Пол Моран“ на Френската академия за творчеството му, във връзка с издаването на Désert[6]
- 1992: международна награда на Латинския съюз на романските литератури
- 1996: награда на зрителите на Френските телевизии за La Quarantaine
- 1997: голяма награда „Жан Жионо“ за цялостно творчество
- 1997: prix Puterbaugh
- 1998: награда на Принца на Монако за Poisson d'or
- 2008: награда „Стиг Дагерман“ за цялостно творчество, във връзка с шведското издание на Raga. Approche du continent invisible
- 2008: Нобелова награда за литература за цялостно творчество

## Личен живот
След първия си брак през 1961 г. с Розали Пикмал (с която има дъщеря, Патрисия), през 1975 г. той се жени за Джемия Жан, мароканка с произход от Арусия, Западна Сахара, и майка на втората и третата му дъщери, Алис и Анна. Заедно написват Sirandanes (сборник с гатанки от Мавриций) и Gens des nuages.
Льо Клезио се обявява за близък до исляма и в частност до суфизма.